# Stomatol

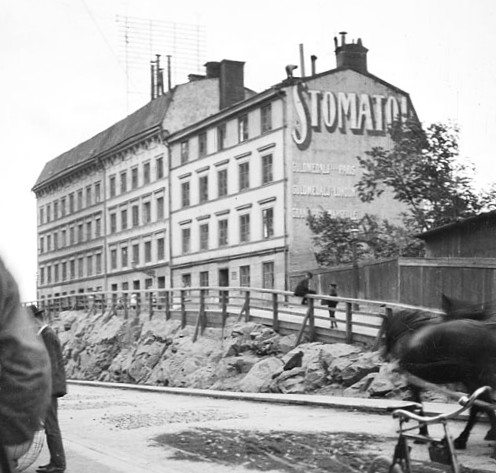
Stomatolreklam på Regeringsgatan i Stockholm omkring 1900.

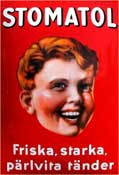
En reklamskylt för Stomatol, 1930-tal.

Stomatol (av grekiska στόμα stoma, "mun", och latinets oleum, "olja") är ett svenskt tandkrämsmärke som funnits sedan tidigt 1900-tal, men var från början ett antiseptiskt medel, för tändernas och munnens vård, uppfunnet 1895 av tandläkaren Albin Lenhardtson. En annan uppgift hävdar att namnet skulle vara en ordlek på en tandläkares "tomma stol".Tandkrämen tillverkades och marknadsfördes av företaget Såpasjuderiet Grumme & Son.
Tanken var att medlet från början skulle användas till gurgling vid svalgåkommor och dylikt. En huvudbeståndsdel skulle vara terpinol (en blandning av terpineol {\displaystyle C_{11}H_{18}O}, terpinen och andra terpener), en produkt ur terpentin. Nutida Stomatoltandkräm har en annan sammansättning än den ursprungliga. Stomatol är idag således inte en benämning som exakt definierar innehållet i tuben, utan det är ett varumärke.
Idén till stomatolen hämtades från den erfarenheten, att personer, som tuggade mycket kåda (till exempel i Dalarnas skogstrakter), vanligen hade vackra, väl bibehållna tänder. Under en period under 1900-talet dominerade Stomatol marknaden för tandkräm i Sverige, vilket ledde till uttrycket stomatol-leende. 
Företaget gjorde tidigt reklam för sin produkt både i tidningar och utomhus. På brandgaveln på en byggnad Regeringsgatan 92–94 fanns kring sekelskiftet 1900 en stor Stomatoltext och på gamla Katarinahissen monterades i november 1909 den så kallade Stomatolskylten. Det var en tidig rörlig ljusreklam som 1933 förflyttades till det närbelägna Klevgränd 1B.